# 艾格峰
艾格峰（瑞士標準德語發音：[ˈaɪɡər] ⓘ，3970公尺），屬瑞士阿爾卑斯山脈部份的山峰。是少女峰（Jungfrau）4,158公尺及僧侣峰（Mönch）4,107公尺東部延伸的高峰。
艾格峰名稱記錄可追溯到十三世紀，艾格峰被稱為“Mons Egere”，源自德語單詞“hej Ger”（意思是“矛”）在法語區，艾格峰常常被稱為“Ogre”（意為“食人者”）。艾格峰是由愛爾蘭人查尔斯·巴林顿和瑞士導遊克里斯蒂安·阿尔默、彼得·博伦於1858年8月11日從西側翼爬上首次登頂，這條線路至今仍然是標準線路。

## 交通

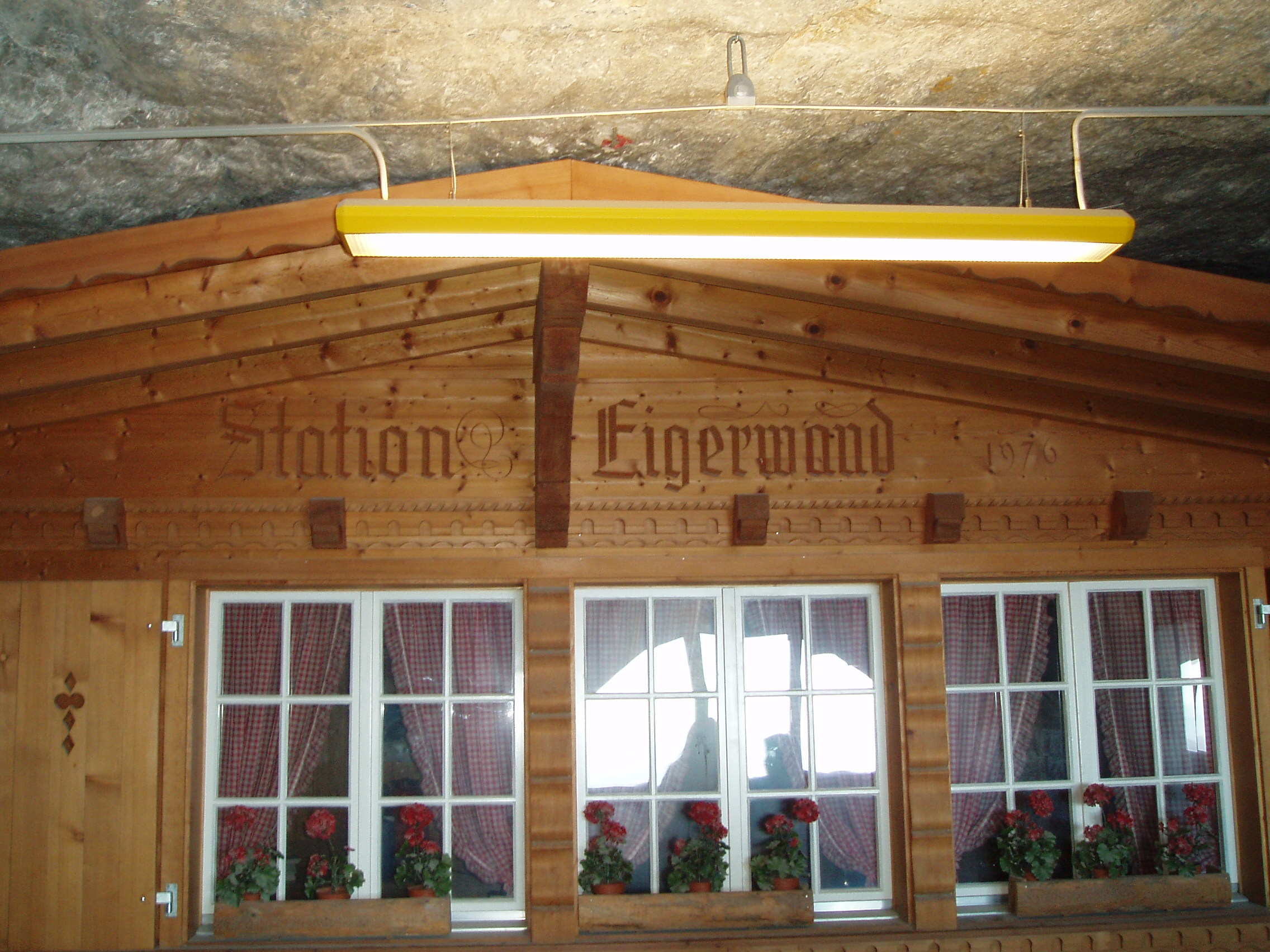
艾格石壁站

少女峰鐵路的隧道段就是建築在艾格峰內，隧道段有兩個站，艾格石壁（Eigerwand）和冰海站（Eismeer），站內有玻璃觀景窗，看出去正是艾格峰冰河的遼闊視野。

## 北壁（Nordwand）
艾格峰北壁是全歐洲最陡峭崎嶇的天險之一，其中一部分是垂直落差達1,830公尺的石灰岩壁，對登山者為極度兇險。由於艾格峰的北壁經常有滾石，加上那裏的氣候不穩定，使得從北壁攀登艾格峰變得異常艱難，這使公眾更加關心艾格峰。
1938年7月21日和24日，德國人安德尔·黑克迈尔和路德维希·弗格以及奧地利人海因里希·哈勒和弗里茨·卡斯帕雷克分別成功地從北壁登上了艾格峰。在此之前，共有9名登山者在北壁喪生。托尼·库尔茨首次攀登艾格峰時就与同伴一起墜落，悬在峭壁上达一夜之久，并于次日救援即将到达时身亡，成為阿爾卑斯登山歷史上最著名的一個悲劇。現在，北壁一共被劃分為30條不同的線路，其中有些線路的攀登難度極高。艾格峰的公眾關注度僅次於馬特洪峰和珠穆朗瑪峰。 
在2006年7月，一塊屬於艾格峰，大約為70萬立方公尺的岩石，從東面下跌，跌入了無人居住的地區，沒有人受傷，並沒有建築物被擊中。

## 攀登历史

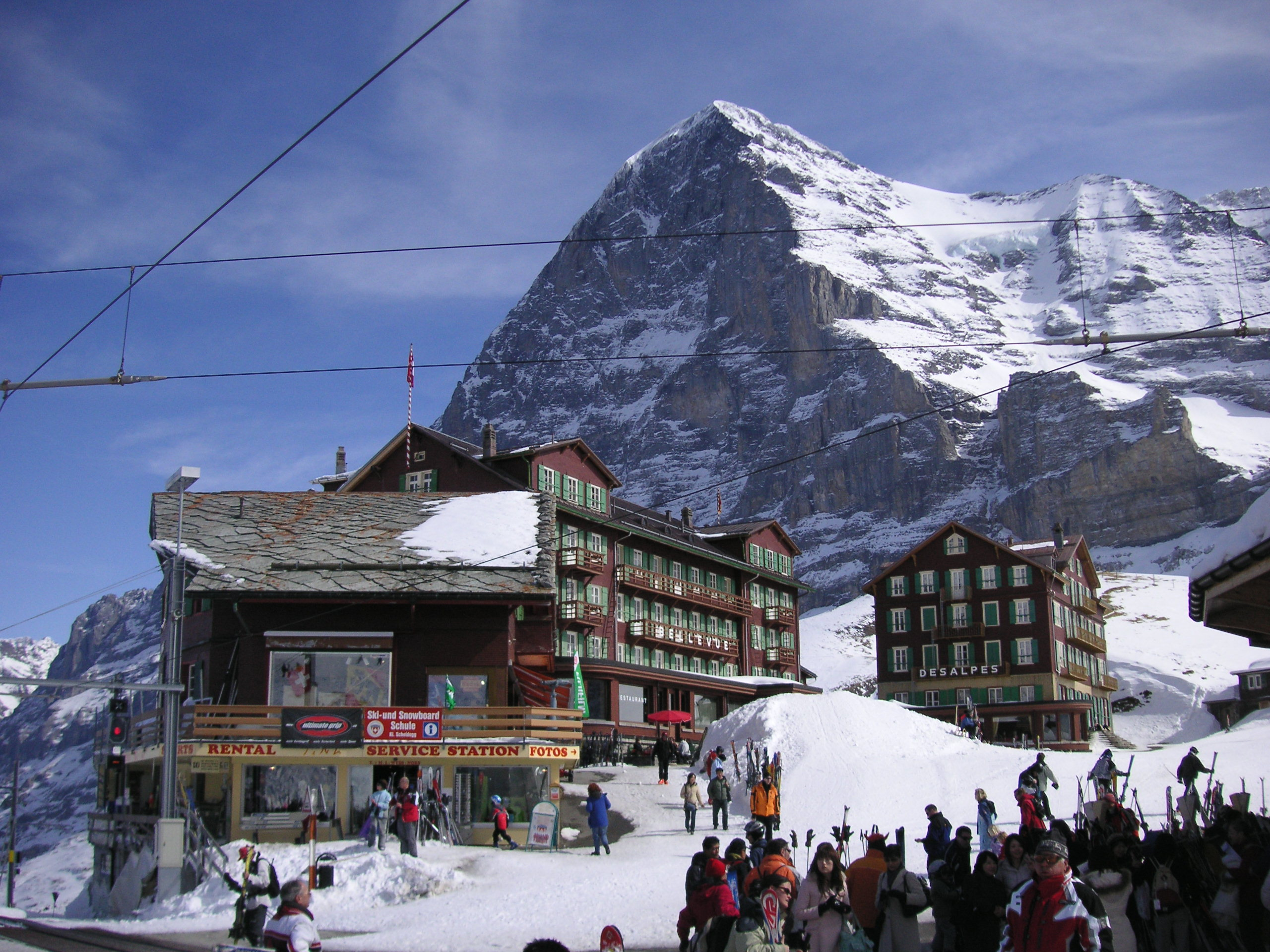
从火车站看到的景色小沙伊代格山口

虽然早在1858年，就有人在并不十分困难的情况下，经由一条复杂的路线，从山的西侧登顶艾格峰。但是从北壁登上艾格峰的壮举仍旧吸引着人们，不论是否是登山者。在北坡被首次征服以前，大部分尝试都以悲剧收场。伯尔尼州政府甚至严令禁止北壁攀爬，并声称将对任何违反禁令的团体或个人处以罚款。但四位分别来自来自德国和奥地利的勇敢的年轻人，最终在1938年打破了艾格峰北壁不可攀爬的魔咒，他们四人合作，成功从北坡登上了山顶。而登顶的线路后来被称作“1938路线”或者“黑克迈尔路线”。 
尝试攀爬北壁的登山者的身影可以很容易得从小沙伊代格山口的望远镜看到。
在第二次世界大战以后，从1947年开始，又有过两次北壁攀爬。第一次是由两位法国向导路易·拉什納爾和利昂内尔·泰雷进行，第二次是由瑞士人组合H·格尔曼（H. Germann）以及汉斯·施卢内格（Hans Schlunegger）和卡尔·施卢内格（Karl Schlunegger）。

### 首次登顶

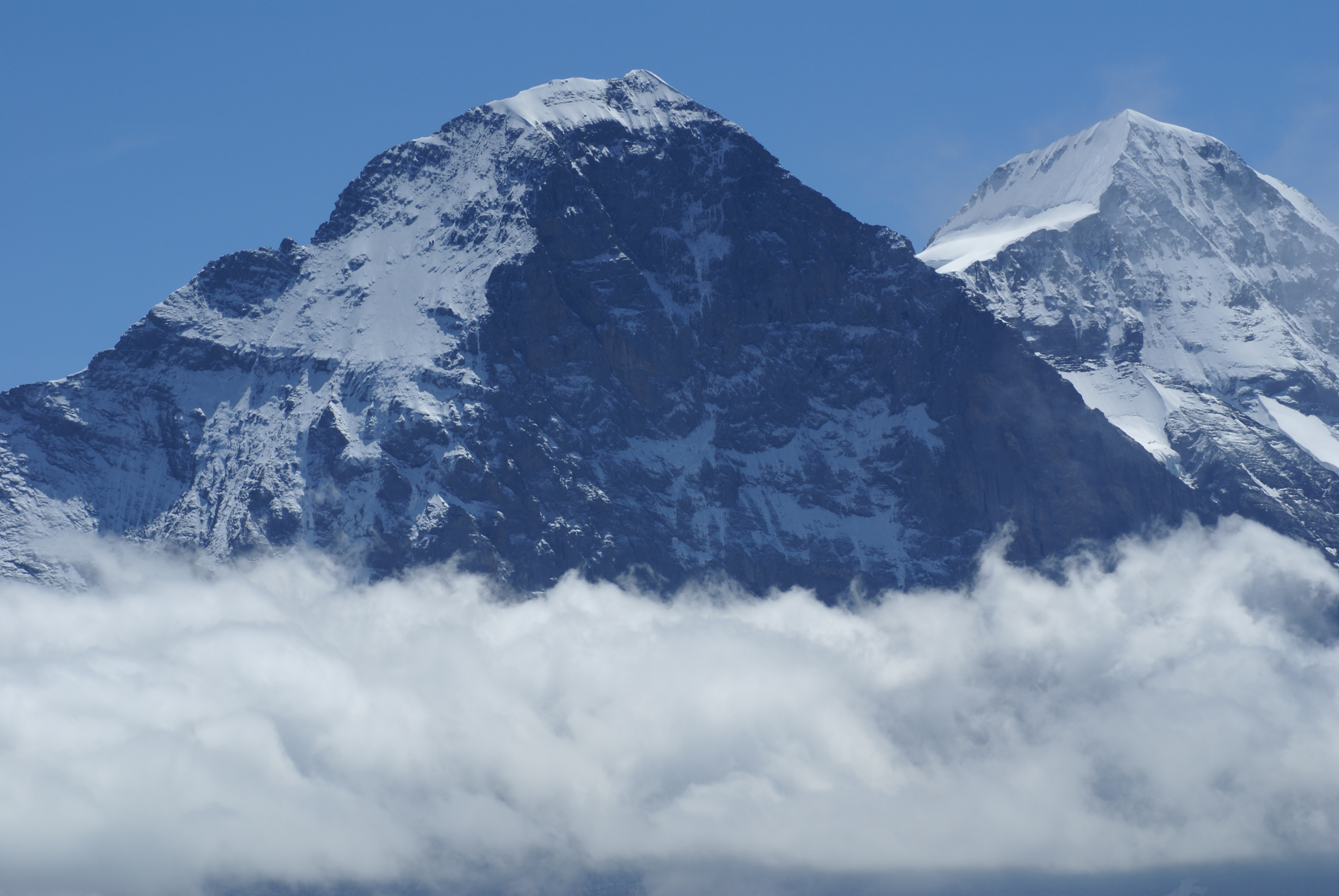
从东面眺望艾格峰（后面是僧侣峰）

第一次从西侧山脊登顶艾格峰发生在1858年8月11日。由查尔斯·巴林顿以及向导克里斯蒂安·阿尔默和彼得·博伦共同完成。他们凌晨三点从文根出发，于中午到达。在山顶停留约10分钟后用了4小时下山。巴林顿描述自己路线是尽量靠近北侧峭壁的，这与今天的从西面登顶路线基本相同。巴林顿称两位瑞士向导慷慨得把让他成为第一登顶的人。当他们在山顶举起旗帜的时候，他们的登顶也被证实。根据哈勒的《白蜘蛛》, 巴林顿本想成为第一个登上马特洪峰的人，但是他当时的经济条件不允许他到达那里，而且他已经身处艾格峰区域。

### 北壁的尝试

#### 1935年
1935年两位来自巴伐利亚的年轻登山者卡尔·梅林格（Karl Mehringer）和马克斯·泽德尔迈尔（Max Sedlmeyer）来到格林德尔瓦尔德准备攀爬北壁。在出发前，他们等待了很久，天气才转好。两位登山者爬到了艾格石壁（Eigerwand）车站的高度，并在那里扎了他们第一个营地。第二天他们遇到了极大的阻碍，几乎没有任何爬升。第三天也没有任何纵向的进展。当晚暴风雪来临，山被雾所笼罩。两天后，云雾短暂散去，山体也在那一刻可见了。两位登山者的身影再次出现，他们的位置略高于第一个营地，但似乎准备第五次扎营。没过多久浓雾再次把山体和登山者隐没。几天后浓雾最终散去，那时北坡只剩下茫茫白雪。后来他们的冰冻的尸体在海拔3300公尺的地方被找到，那里现在称作“死亡营地”（Death Bivouac）。

#### 1936年

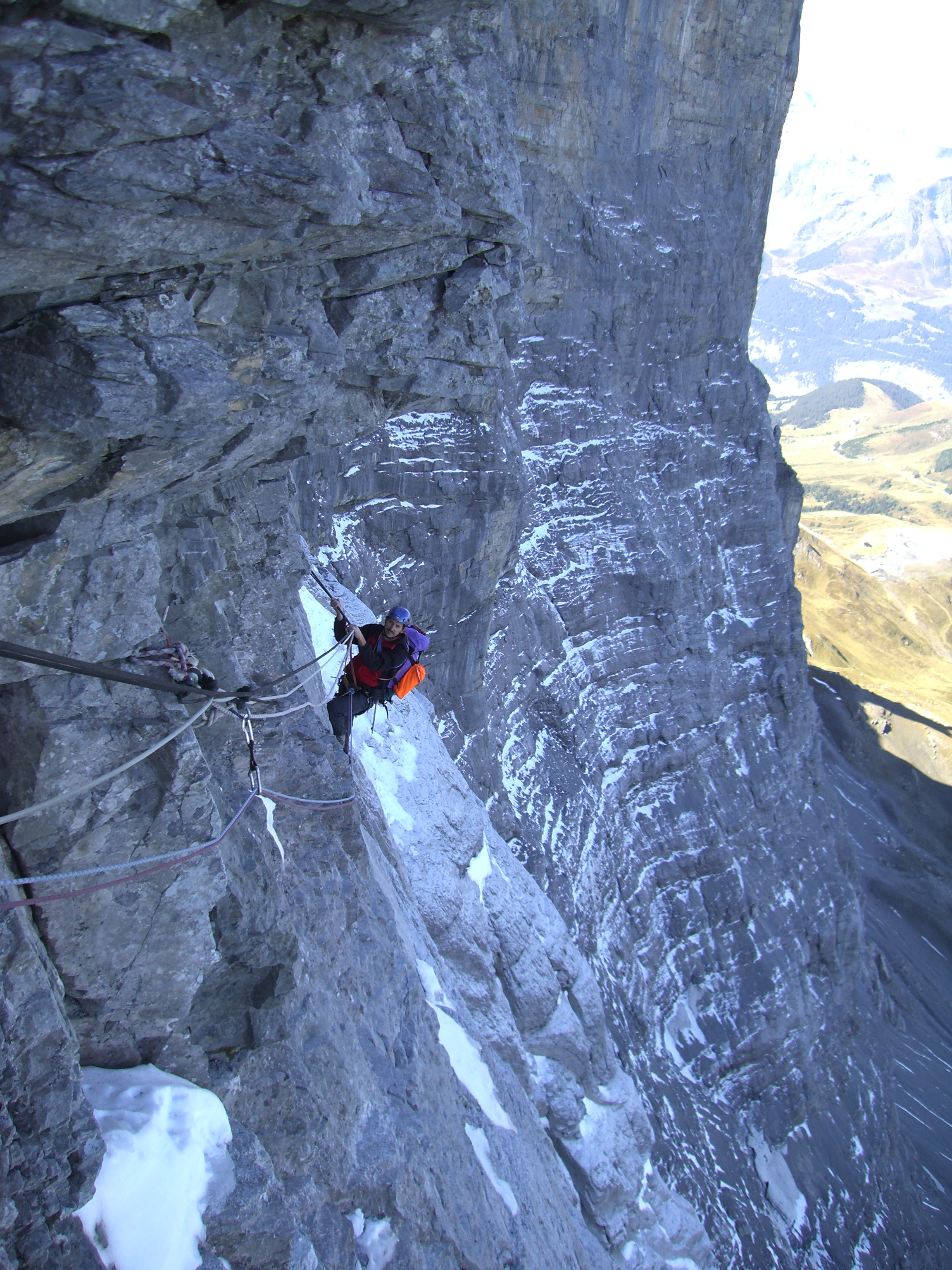
欣特施托伊塞尔径

次年，年轻的德国以及奥地利的登山者们再次来到格林德尔瓦尔德。他们驻扎在山脚下等待时机，有很多人最终放弃攀爬而其中有四人最终留下，其中两位是巴伐利亚人——安德烈亚斯·欣特施托伊塞尔和托尼·库尔茨，他们是队伍中最年轻的。另外两位是奥地利的维利·安格雷尔和埃迪·赖纳.在天气好转的间隙，他们试探性的攀爬了北壁较低的部分。欣特施托伊塞尔不慎摔落一次但没有受伤。几天之后四人开始了正式的攀爬。他们行进得很快，但是在他们扎营后的第二天，天气转坏。云把山体遮住了。直到第三天，他们才又开始攀爬，但是在一个短暂的停留后，人们发现他们开始折返。他们别无选择，因为安格雷尔被落石击中，伤势严重。但由于天气和体力原因，他们无法再次穿过那困难的欣特施托伊塞尔径（Hinterstoisser Traverse），四人被困在了岩壁上。坏天气又持续了两天，最终他们遭遇雪崩，只有库尔茨幸存了下来，他挂在一根绳索上。三名向导展开了一场十分危险的营救，但是只接近到能互相听见喊话的距离。库尔茨叙述了他同伴们的命运：欣特施托伊塞尔在企图垂直下降的时候被雪崩砸落悬崖，安格雷尔还悬挂在他上方，已经冻死，埃迪·赖纳在跌落的时候由于头部撞到岩壁而毙命，仍旧挂在绳索上。
次日早晨，三名向导再次展开营救，他们冒着生命危险从艾格岩壁车站附近的一个岩孔开始攀爬岩壁。库尔茨还活着，但是几乎感到绝望，他的一条胳膊已经完全冻僵。库尔茨在切断仍旧系着死去同伴遗体的绳索后，设法爬回了岩壁。但是向导们没法够到库尔茨所在的岩壁。营救小组设法给库尔茨了一条由两根短绳接起的绳子，让他能够进行垂直下降。在下降到离营救人员只有几公尺的时候，库尔茨被绳结卡住无法再继续下降。在尝试了若干小时后，库尔茨筋疲力尽，逐渐失去知觉，最终死去。在之后的几个月里，库尔茨悬挂的尸体都可以从小沙伊代格山口的望远镜看到。

#### 1937年
马蒂亚斯·雷比奇和路德维希·弗格在1937年又进行了一次尝试。虽然没有成功，但是他们是第一队在正式尝试攀登北壁后活着回来的人。他们从8月11日开始攀爬并到达了比第一营地高一点的地方。之后一场暴风雪把他们困在岩壁上三天，他们不得不放弃。他们是第一批成功从如此高度折返的人。

### 第一次征服北坡

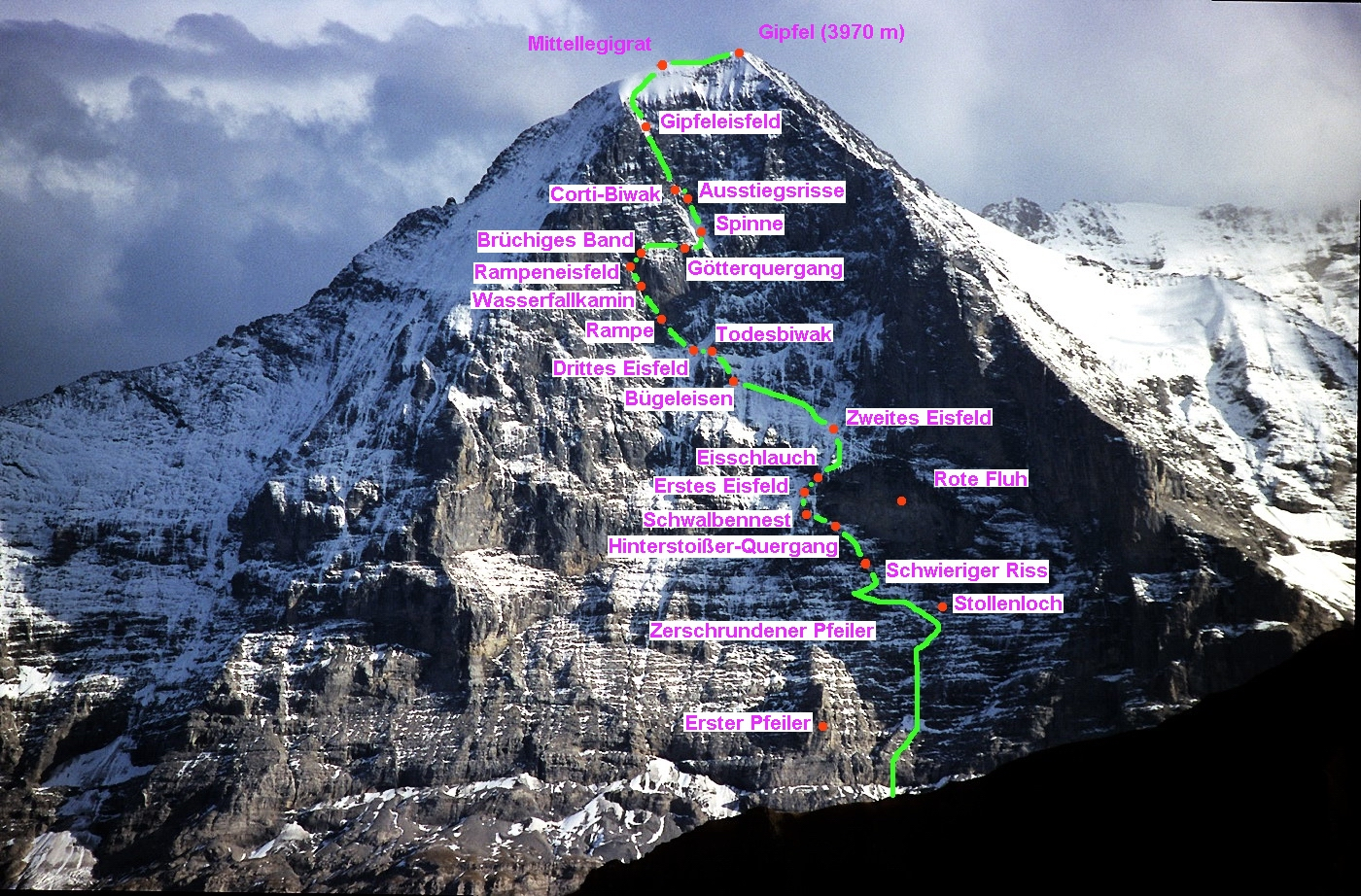
黑克迈尔路线

1938年7月24日，艾格峰北坡第一次被安德尔·黑克迈尔、路德维希·弗格、海因里希·哈勒和弗里茨·卡斯帕雷克组成的德国--奥地利小队征服。他们本是两个独立的小队，之后在攀爬中相遇并组队攀登。他们沿着1936年的路线穿越了欣特施托伊塞尔径。
他们的探险不停受到雪崩的威胁，他们尽可能在风暴的间隙快速爬升。第三日，四人在攀爬“蜘蛛”（the Spider）的时候，遭遇了雪崩，但是他们的保护措施的强度足够使得四人性命得以保存。所有成员在下午四点中到达了山顶。但是他们已经筋疲力尽，无法再由原路返回，于是冒着风雪从西侧下山。

## 參看
- 阿爾卑斯山脈
- 阿爾卑斯山脈山峰列表
- 瑞士地理